# Capela de São Francisco de Assis (Antártida)
A capela São Francisco de Assis (em castelhano:  Capilla de San Francisco de Asís) é uma capela da Igreja Católica localizada em base Esperanza da Argentina no extremo norte da península antártica na Antártida. Foi inaugurada a 18 de fevereiro de 1976, e instalada pelo Exército Argentino. É a primeira capela católica do continente antártico. É um dos poucos templos cristãos na Antártida, os únicos lugares de culto religioso neste continente.

## História e características
Ali presta-se ajuda espiritual às famílias residentes e ao pessoal da base. Seu primeiro sacerdote foi o jesuíta Buenaventura De Filippis, nascido em Itália. Ali também se celebrou o primeiro casamento religioso na Antártida, o batismo de Emilio Marcos Palma, o primeiro nascimento registado de um ser humano na Antártida, e as primeiras comunhões celebradas no continente mais austral.
Vilancetes e a Missa do Galo da Véspera de Natal de 1978 realizada na capela foi transmitida através de uma das frequências dos canais meteorológicos do móvel marítimo. A transmissão foi captada pelo resto das estações antárticas argentinas e outras estrangeiras falantes de espanhol com uma boa margem de aceitação. Quando se inaugurou oficialmente a LRA36 Rádio Nacional Arcángel San Gabriel, se transmitiu a missa oficiada por De Filippis.
A 12 de janeiro de 2001 foi entronizada na capela uma relíquia do santo Héctor Valdivielso Sáez.
Na capela celebrou-se em 2013 a primeira missa em ação de graças pela nomeação de Jorge Mario Bergoglio como Papa. Em novembro de 2014, o capelão maior do Exército Argentino entregou à dotação argentina da base para 2015 uma relíquia do santo Francisco de Assis para a capela. Anteriormente, em março de 2014 construiu-se e inaugurou-se o campanário mais austral do mundo em homenagem ao Papa Francisco. Também chegou à capela um solidéu abençoado e doado pelo papa em outubro de 2013.

## Atividade da Igreja Católica na Antártida Argentina
A primeira missa da Igreja Católica celebrada na Antártida foi oficiada pelo jesuíta Felipe Lérida a 20 de fevereiro de 1946 no observatório Orcadas del Sud. A 18 de fevereiro de 1976 foi inaugurada a capela São Francisco de Assis em base Esperanza, sendo a primeira no continente antártico. Em 1978 celebrou-se o primeiro matrimônio católico em base Esperanza. A partir de 1995 o Bispado Castrense da Argentina começou a desenvolver seu programa de Pastoral antártica, assistindo às bases, barcos e pessoal antártico e destacando sacerdotes nas campanhas antárticas. Desde 1996 as capelas das bases antárticas argentinas contam de maneira permanente com sacrários com hóstias consagradas e ministros extraordinários da Eucaristia designados pelo bispo castrense.
Além da capela de base Esperanza, as outras capelas antárticas argentinas que se localizam nas bases operativas de maneira permanente são:
- Capela Santíssima Virgem de Luján, na base Marambio.
- Capela Stella Maris, na base Orcadas.
- Capela Nossa Senhora das Neves, na base Belgrano II.
- Capela Cristo Caminhante, na base San Martín.
- Capela Nossa Senhora do Vale, na base Carlini.

Existe também a capela Stella Maris no quebra-gelo ARA Almirante Irízar e a capela Cristo Rei na sede do Comando Antártico do Exército Argentino em Buenos Aires, que se acham afetadas à atividade pastoral antártica.